# Matosinhos
Matosinhos este un oraș în nordul Portugaliei, la 10 km nord de Porto. Are o populație de 151.682 locuitori și o suprafață totală de 62 km², care ridică densitatea populației la 2456 loc/km².